# Abel-Bete-Maacá
Abel-Bete-Maacá era uma cidade da tribo de Naftali, na Palestina setentrional, localizada a 7 quilômetros de Dã. Estava situada convenientemente na estrada que de Hazor seguia para o norte, na encruzilhada da rota leste-oeste de Damasco a Tiro.